# Hydrargyrum Medium-arc Iodide
Hydrargyrum Medium-arc Iodide (HMI) は、ミュンヘン・オリンピックで初めて使用された非常に強力なライトである。ドイツのオスラム社の商標名であるが、映画やテレビ照明などの分野では普通名称のように使われている。

## 概要
メタルハライドランプを使用し、昼光タイプの光質である。概ね5500K〜6000Kにセットされている。

## 映画・テレビ照明
映画等の照明としてはタングステン・ライトに替わって主流となっており、バッテリー使用から20kWの大光量用まで各種揃っている。
太陽光に近い大光量点光源としては過去カーボン・アークライトがあったが、取り扱いの不便が大きく、廃れている。
かつてはフリッカーが出たが、現在は解決されている。それでもカメラ・コマ数、シャッター開角度、ライト自体への電源周波数が影響するため注意が必要である。
電圧安定器と共に使用しなければならない事、タングステン・ライトに比べて高価な事が難点。

## 主なメーカー
- ウシオユーテック 〔現、ウシオライティング株式会社〕 - 現在は製造中止となっているが、多数のHMIを製造、販売していた。
- 東芝ライテック - 東芝ライテックに吸収合併されたRDS社（龍電社）製を引き続き、製造、販売。
- アーノルド&リヒター - ドイツの映画映像機器メーカー。現在出回っているHMI器具の主流。
- LTM - フランスの照明機器メーカー。
- K5600 - アメリカのメーカー。
- FILM GEAR - 中国製品。アーノルド&リヒターの製品に非常によく似た外観と性能を持つ。
- KOBOLD
- SACHTLER - ドイツの映像機器メーカー。
- デジスティー - イタリアのメーカー。